# Blasicrura
Blasicrura là một chi ốc biển, là động vật thân mềm chân bụng sống ở biển trong họ Cypraeidae, họ ốc sứ.

## Các loài
Các loài thuộc chi Blasicrura bao gồm,theo Cơ sở dữ liệu sinh vật biển (WoRMS) 
- Blasicrura alisonae Burgess, 1983
- Blasicrura dani Beals, 2002[3]
- Blasicrura hirundo (Linnaeus)[4]
- Blasicrura interrupta (J. E. Gray, 1824)
- Blasicrura kieneri [5]: đồng nghĩa của Bistolida kieneri
- Blasicrura owenii (Sow.)[6]: đồng nghĩa của Bistolida owenii
- Blasicrura pelluscens
  - Blasicrura pelluscens panamensis Lorenz, 2002
- Blasicrura stolida (Linnaeus)[7]: đồng nghĩa của Bistolida stolida
- Blasicrura subteres (Weinkauff, 1881)
  - Blasicrura subteres violacincta Lorenz, 2002
- Blasicrura teres (Gmelin, 1791)
  -  Blasicrura teres elatensis Heiman & Mienis, 2002
  - Blasicrura teres janae Lorenz, 2002
  - Blasicrura teres natalensis Heiman & Mienis, 2002

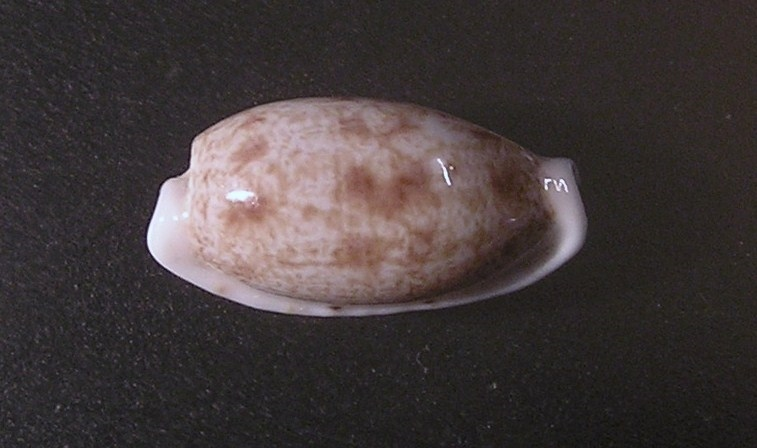
Blasicrura teres

Cơ sở dữ liệu Indo-Pacific Molluscan cũng ghi nhận các loài sau với danh pháp đang sử dụng 
- Blasicrura coxeni (Cox, 1873): đồng nghĩa của Eclogavena coxeni (Cox, 1873)
- Blasicrura dayritiana (Cate, 1963): đồng nghĩa của Eclogavena dayritiana (Cate, 1963)
- Blasicrura goodalli (Sowerby, 1832)
- Blasicrura interrupta (Gray, 1824)
- Blasicrura latior (Melvill, 1888)
- Blasicrura luchuana (Kuroda, 1960)
- Blasicrura pallidula (Gaskoin, 1849)
  - Blasicrura pallidula luchuana Kuroda, 1960
  - Blasicrura pallidula pallidula (Gaskoin, 1849-a)
- Blasicrura quadrimaculata (Gray, 1824)
- Blasicrura rashleighana (Melvill, 1888)
- Blasicrura summersi (Schilder, 1958)

## Hình ảnh

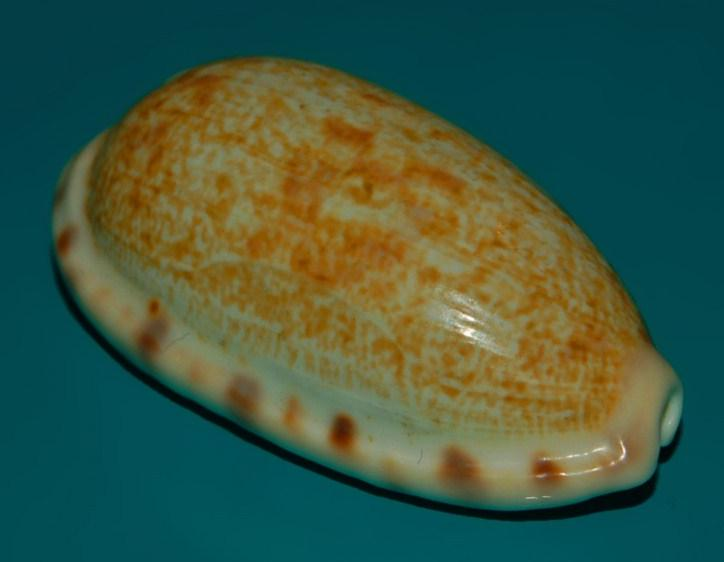